# Thelypteris utanagensis
Thelypteris utanagensis är en kärrbräkenväxtart som först beskrevs av Georg Hans Emmo Wolfgang Hieronymus, och fick sitt nu gällande namn av C. Reed. Thelypteris utanagensis ingår i släktet Thelypteris och familjen Thelypteridaceae. Inga underarter finns listade.